# Miquel-Lluís Muntané

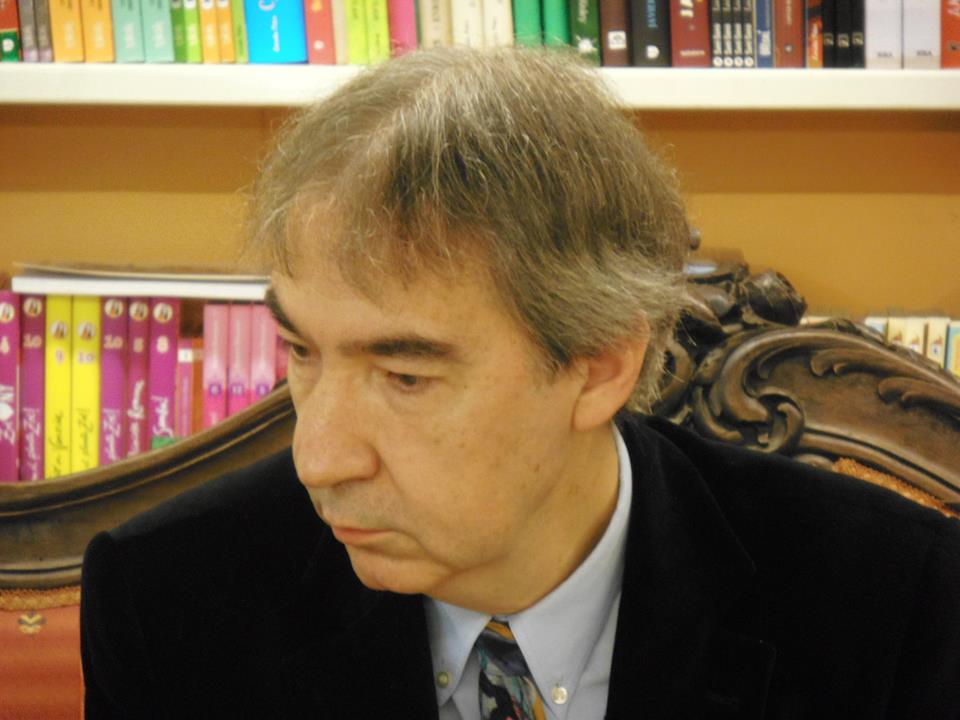
Miquel-Lluís Muntané

Miquel-Lluís Muntané (* 1956 in Barcelona) ist ein spanischer Schriftsteller, Soziologe und Kulturmanager. Außerdem ist er Verfasser verschiedener literarischer Übersetzungen aus dem Französischen ins Katalanische und war Übersetzer der Zeitschrift The UNESCO Courier in diese Sprache.
Er arbeitet häufig mit den Medien zusammen, insbesondere für Artikel über Literatur, Kunst und Musik, und ist Vorstandsmitglied oder Berater verschiedener kultureller Institutionen. In der Lehre war er sowohl in der Sekundarstufe als auch im Hochschulbereich tätig und auf dem Gebiet der Soziologie hat er sich auf das Studium des Vereinswesens spezialisiert. Im Jahr 2007 wurde ihm der Climent-Mur-Preis (Premi Climent Mur) für Bürgerengagement verliehen.

## Werke
- L’esperança del jonc (Lyrik, 1980)
- Crònica d’hores petites (Erzählung, 1981)
- Llegat de coratge (Lyrik, 1983)
- A influx del perigeu (Lyrik, 1985)
- De portes endins (Stück, 1987)
- Antoni Coll i Cruells, el valor d’una tasca (Biographie, 1987)
- L’espai de la paraula (Aufsatz, 1990)
- Actituds individuals per la pau (Aufsatz, 1991)
- La penúltima illa (Stück, 1992)
- L’altra distància (Lyrik, 1994)
- Millor actriu secundària (Roman, 1997)
- El foc i la frontera (Lyrik, 1997)
- UNESCO, història d’un somni (Aufsatz, 2000)
- Madrigal (Erzählung, 2001)
- Migdia a l’obrador (Lyrik, 2003)
- La fi dels dies llargs (Roman, 2005)
- La seducció dels rius (Reisebericht, 2006)
- Cultura i societat a la Barcelona del segle XVII (Aufsatz, 2007)
- Encetar la poma. Escrits sobre cultura (Artikel, 2008)
- El tomb de les batalles (Lyrik, 2009)
- La hiedra obstinada (Lyrik, 2010) (Spanische Übersetzung von L’altra distància und Migdia a l’obrador von J. A. Arcediano und A. García-Lorente)
- Hores tangents (Lyrik, 2012)
- De sèver i de quars. Apunts memorialístics 1981-1999 (memoiren, 2015)
- Qualitats de la fusta (Lyrik, 2016)
- El moviment coral dins el teixit social català. (Aufsatz, 2016)
- Frontisses. Mirades a una primavera (Reisebericht, 2018)
- Miquel Pujadó, el bard incombustible (Biographie, 2019)
- Diu que diuen... (Kindererzählung, 2019)
- Horas tangentes (Lyrik, 2020) (Spanische Übersetzung)
- Passatges (Lyrik, 2020)